# هرتسوغتوم ونبورغ
هرتسوغتوم ونبورغ (الإنجليزية: Duchy of Lauenburg؛ النطق الألماني: [ˈhɛʁt͡soːktuːm ˈlaʊ̯ənˌbʊʁk] )، المنطقة، تسمى رسميًا Kreis Herzogtum Lauenburg (النطق الألماني: [kʁaɪ̯s ˈhɛʁt͡soːktuːm ˈla ʊ̯ənˌbʊʁk] )، في شليسفيغ هولشتاين، ألمانيا. يحدها (من الغرب وفي اتجاه عقارب الساعة) منطقة ستورمارن، ومدينة لوبيك، وولاية مكلنبورغ-فوربومرن (مقاطعتي نوردويست ميكلنبورغ ولودفيغسلوست-بارشيم)، وولاية ساكسونيا السفلى (مقاطعتي لونيبورغ وهاربورغ)، ومدينة ولاية هامبورغ. تمت تسمية منطقة هرتسوغتوم لاونبورغ على اسم دوقية ساكسونيا لاونبورغ السابقة.

## وصلات خارجية
- الموقع الرسمي